# Перепечай Михайло Леонідович
Миха́йло Леоні́дович Перепеча́й — старший солдат Збройних сил України.

## З життєпису
У мирний час проживає у місті Київ. Працював, навчався у ВНЗ, з дружиною виховували доньку Надію 2012 р. н. Мобілізований весною 2014-го, 95-та бригада. 9 лютого 2015-го зазнав складних поранень у боях за ДАП, роздроблена ліктьова кістка, осколок у легенях. Лікувався в київському шпиталі, переніс не одну операцію. Станом на кінець жовтня 2015-го готувався до нової операції зі встановлення штучної ліктьової кістки. На той час у подружжя народився син.

## Нагороди
За особисту мужність, сумлінне та бездоганне служіння Українському народові, зразкове виконання військового обов'язку відзначений — нагороджений
- орденом «За мужність» III ступеня (3.11.2015).